# Three Valley Lake Chateau
Le Three Valley Lake Chateau est un hôtel canadien situé sur les bords du lac Three Valley, à douze milles de Revelstoke, en Colombie-Britannique.